# ACF Fiorentina Femminile
La ACF Fiorentina, conocida como Fiorentina o Fiorentina Femminile, es la sección de fútbol femenino del club italiano homónimo con base en la ciudad de Florencia, en la Toscana. Tras su fundación, en 2015, el equipo es el primer club profesional de fútbol femenino en Italia. La Fiorentina disputa sus encuentros de local en el Stadio Gino Bozzi y juega en la Serie A.

## Historia
Fue fundado en 2015 como Società Sportiva Dilettantistica Fiorentina Women's Football Club, cuando la ACF Fiorentina adquirió los derechos del A.C.F. Firenze de la Serie A femenina.
En la temporada 2016-17, la Fiorentina ganó la Serie A y la Copa Italia. Al año siguiente consiguió nuevamente la Copa Italia, derrotando al Brescia por 3-1. El club logró clasificar a la Liga de Campeones Femenina de la UEFA de 2017-18, 2018-19 y 2019-20.
En 2018, el club ganó la Supercopa de Italia, derrotando a la Juventus por 1-0.
En julio de 2020, su nombre se cambió a ACF Fiorentina femminile.

## Capitanas
- Giulia Orlandi (2015-2017)
- Alia Guagni (2017-2020)

## Palmarés
| Competición nacional      | Títulos           | Subcampeonatos |
| ------------------------- | ----------------- | -------------- |
| Serie A (1/1)             | 2016-17.          | 2018-19.       |
| Copa Italia (2/1)         | 2016-17, 2017-18. | 2018-19.       |
| Supercopa de Italia (1/1) | 2018.             | 2017.          |